# 紅爪雨林蠍
斯氏异蝎（學名：Heterometrus swammerdami），又稱為巨人雨林蠍、紅爪雨林蠍，為目前紀錄中已知體長最長的蠍子也是世界上最大的蠍子之一，可達23 cm（9.1英寸），體重則可達56克（2.0盎司）。紅爪雨林蠍所具有的毒液一般並無法使人類致命，因為這種蠍子演化成依靠雙鉗而非毒液來捕捉獵物。其亞種 Heterometrus swammerdami titanicus 可以在印度與斯里蘭卡發現。

## 分布
紅爪雨林蠍分布於斯里蘭卡以及印度的安得拉邦、卡納塔克邦、中央邦、馬哈拉施特拉邦、本地治里市、坦米爾納杜邦、北方邦、西孟加拉邦以及奧里薩邦。